# Culex crassistylus
Culex crassistylus är en tvåvingeart som beskrevs av Steffen Lambert Brug 1934. Culex crassistylus ingår i släktet Culex och familjen stickmyggor. Inga underarter finns listade i Catalogue of Life.